# UCI World Tour 2023
UCI World Tour 2023 a fost o serie de curse care a inclus treizeci și cinci de evenimente de ciclism rutier de-a lungul sezonului de ciclism 2023. Turneul a început cu etapa de deschidere a Tour Down Under pe 17 februarie și s-a încheiat cu etapa finală a Turului Guangxi pe 17 octombrie.

## Evenimente
| Cursa                             | Data                      | Câștigător                 | Locul 2                    | Locul 3                   |
| --------------------------------- | ------------------------- | -------------------------- | -------------------------- | ------------------------- |
| Tour Down Under                   | 17–22 ianuarie            | Jay Vine (AUS)             | Simon Yates (GBR)          | Pello Bilbao (ESP)        |
| Cadel Evans Great Ocean Road Race | 29 ianuarie               | Marius Mayrhofer (GER)     | Hugo Page (FRA)            | Simon Clarke (AUS)        |
| Turul Emiratelor Arabe Unite      | 20–26 februarie           | Remco Evenepoel (BEL)      | Lucas Plapp (AUS)          | Adam Yates (GBR)          |
| Omloop Het Nieuwsblad             | 25 februarie              | Dylan van Baarle (NED)     | Arnaud De Lie (BEL)        | Christophe Laporte (FRA)  |
| Strade Bianche                    | 4 martie                  | Thomas Pidcock (GBR)       | Valentin Madouas (FRA)     | Tiesj Benoot (BEL)        |
| Paris–Nisa                        | 5–12 martie               | Tadej Pogačar (SLO)        | David Gaudu (FRA)          | Jonas Vingegaard (DEN)    |
| Tirreno–Adriatico                 | 6–12 martie               | Primož Roglič (SLO)        | João Almeida (POR)         | Tao Geoghegan Hart (GBR)  |
| Milano–San Remo                   | 18 martie                 | Mathieu van der Poel (NED) | Filippo Ganna (ITA)        | Wout van Aert (BEL)       |
| Volta a Catalunya                 | 20–26 martie              | Primož Roglič (SLO)        | Remco Evenepoel (BEL)      | João Almeida (POR)        |
| Classic Brugge–De Panne           | 22 martie                 | Jasper Philipsen (BEL)     | Olav Kooij (NED)           | Yves Lampaert (BEL)       |
| E3 Saxo Bank Classic              | 24 martie                 | Wout van Aert (BEL)        | Mathieu van der Poel (NED) | Tadej Pogačar (SLO)       |
| Gent–Wevelgem                     | 26 martie                 | Christophe Laporte (FRA)   | Wout van Aert (BEL)        | Sep Vanmarcke (BEL)       |
| Dwars door Vlaanderen             | 29 martie                 | Christophe Laporte (FRA)   | Oier Lazkano (ESP)         | Neilson Powless (USA)     |
| Turul Flandrei                    | 2 aprilie                 | Tadej Pogačar (SLO)        | Mathieu van der Poel (NED) | Mads Pedersen (DEN)       |
| Turul Țării Bascilor              | 3–8 aprilie               | Jonas Vingegaard (DEN)     | Mikel Landa (ESP)          | Jon Izagirre (ESP)        |
| Paris-Roubaix                     | 9 aprilie                 | Mathieu van der Poel (NED) | Jasper Philipsen (BEL)     | Wout van Aert (BEL)       |
| Cursa Amstel Gold                 | 16 aprilie                | Tadej Pogačar (SLO)        | Ben Healy (IRL)            | Thomas Pidcock (GBR)      |
| Săgeata Valonă                    | 19 aprilie                | Tadej Pogačar (SLO)        | Mattias Skjelmose (DEN)    | Mikel Landa (ESP)         |
| Liège–Bastogne–Liège              | 23 aprilie                | Remco Evenepoel (BEL)      | Thomas Pidcock (GBR)       | Santiago Buitrago (COL)   |
| Turul Romandiei                   | 25–30 aprilie             | Adam Yates (GBR)           | Matteo Jorgenson (USA)     | Damiano Caruso (ITA)      |
| Eschborn–Frankfurt                | 1 mai                     | Søren Kragh Andersen (DEN) | Patrick Konrad (AUT)       | Alessandro Fedeli (ITA)   |
| Turul Italiei                     | 6–28 mai                  | Primož Roglič (SLO)        | Geraint Thomas (GBR)       | João Almeida (POR)        |
| Criteriul Dauphiné                | 4–11 iunie                | Jonas Vingegaard (DEN)     | Adam Yates (GBR)           | Ben O'Connor (AUS)        |
| Turul Elveției                    | 11–18 iunie               | Mattias Skjelmose (DEN)    | Juan Ayuso (ESP)           | Remco Evenepoel (BEL)     |
| Turul Franței                     | 1–23 iulie                | Jonas Vingegaard (DEN)     | Tadej Pogačar (SLO)        | Adam Yates (GBR)          |
| Clasica San Sebastián             | 29 iulie                  | Remco Evenepoel (BEL)      | Pello Bilbao (ESP)         | Aleksandr Vlasov          |
| Turul Poloniei                    | 29 iulie – 4 august       | Matej Mohorič (SLO)        | João Almeida (POR)         | Michał Kwiatkowski (POL)  |
| Hamburg Cyclassics                | 20 august                 | Mads Pedersen (DEN)        | Danny van Poppel (NED)     | Elia Viviani (ITA)        |
| / Turul Beneluxului               | 23–27 august              | Tim Wellens (BEL)          | Florian Vermeersch (BEL)   | Yves Lampaert (BEL)       |
| Turul Spaniei                     | 26 august – 17 septembrie | Sepp Kuss (USA)            | Jonas Vingegaard (DEN)     | Primož Roglič (SLO)       |
| Bretagne Classic Ouest–France     | 3 septembrie              | Valentin Madouas (FRA)     | Mathieu Burgaudeau (FRA)   | Felix Großschartner (AUT) |
| Grand Prix Cycliste de Québec     | 8 septembrie              | Arnaud De Lie (BEL)        | Corbin Strong (NZL)        | Michael Matthews (AUS)    |
| Grand Prix Cycliste de Montréal   | 10 septembrie             | Adam Yates (GBR)           | Pavel Sivakov (FRA)        | Alex Aranburu (ESP)       |
| Turul Lombardiei                  | 7 octombrie               | Tadej Pogačar (SLO)        | Andrea Bagioli (ITA)       | Primož Roglič (SLO)       |
| Turul Guangxi                     | 12–17 octombrie           | Milan Vader (NED)          | Rémy Rochas (FRA)          | Ethan Hayter (GBR)        |